# Musique océanienne

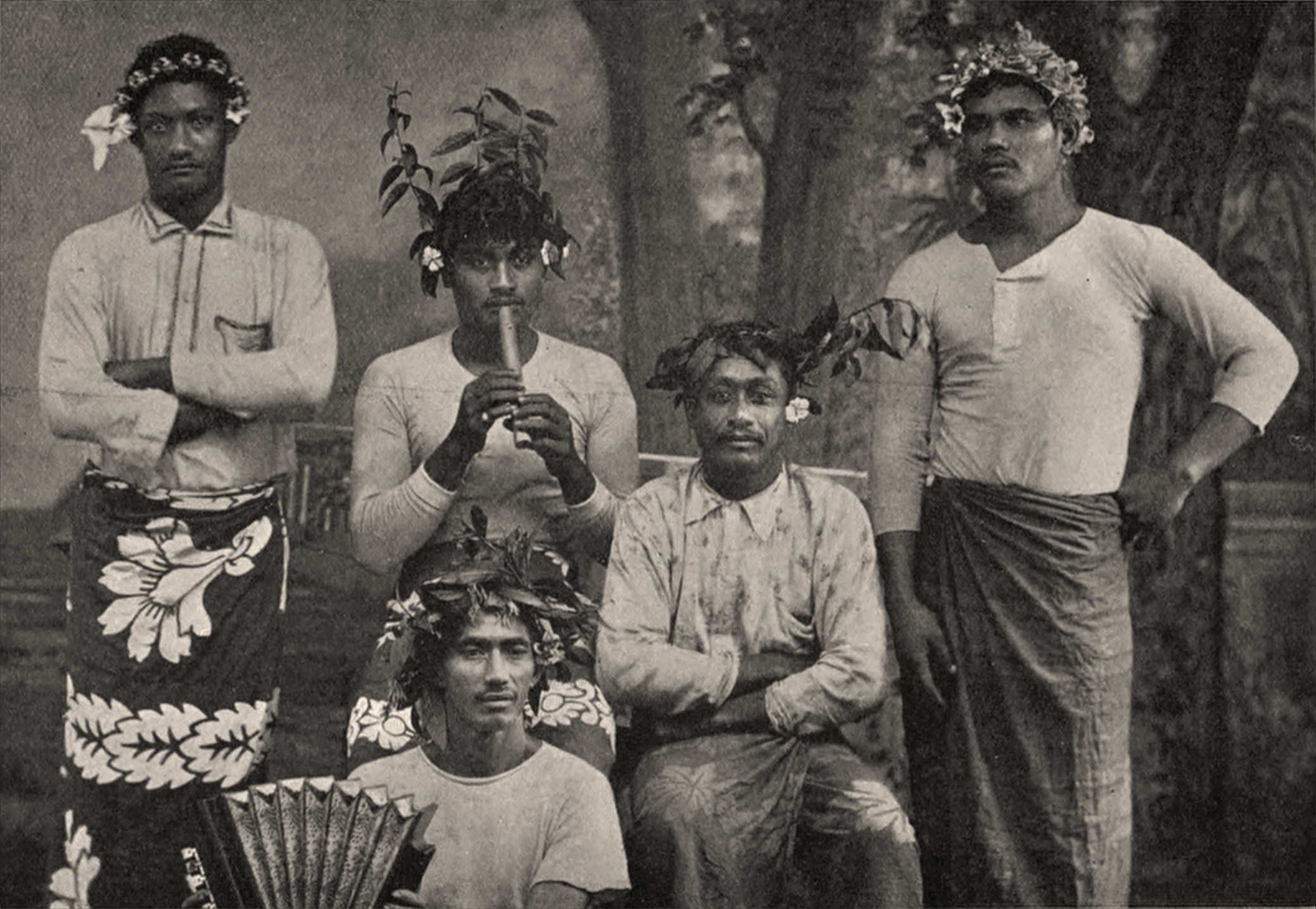
Chanteurs et musiciens tahitiens, avant 1906.

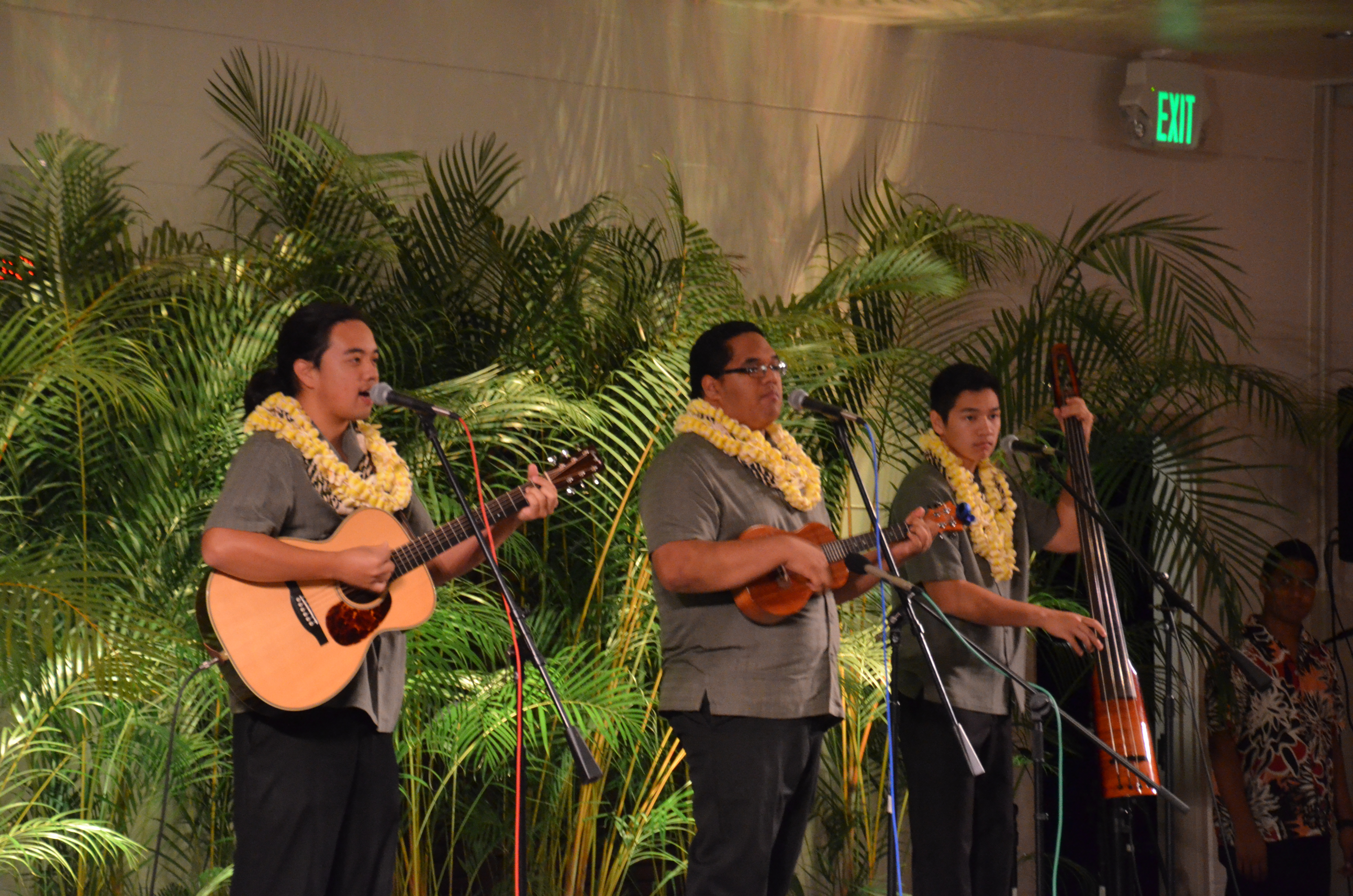
Chanteurs et musiciens hawaïens, 2012.

La musique océanienne regroupe arbitrairement les divers types de musiques traditionnelles rencontrées en Océanie. Celles-ci sont principalement liées à deux ensembles ethniques et géographiques : l'Océanie proche et l'Océanie lointaine,. Cette distinction de deux ensembles se retrouve dans les structures musicales ainsi que dans celles des danses et chants traditionnels qui leur sont étroitement liées. 

## Classification ethnogéographique

### Océanie proche
- Musique aborigène du continent australien.
- Musique papoue de Nouvelle-Guinée.
- Musique des îles Salomon.

### Océanie lointaine
- Musique polynésienne.
- Musique hawaïenne.
- Musique maorie (Nouvelle-Zélande).
- Musique calédonienne.
- Musique des Samoa.

## Caractéristiques communes
Ces musiques sont caractérisées par leurs contextes rituels ou festifs, leur forte attache à la danse et au chant, leur instrumentation réduite (percussions et flûtes, très peu d'instruments à cordes) et leur absence de système ou théorie. Il s'agit, tout comme en Afrique, de musique de tradition orale liée à la vie en société et aux étapes de la vie. 
De nombreux instruments utilisés sont d'invention océanienne. Les conques et les tambours à fente se retrouvent dans toutes les musiques. Les flûtes sont plus variées : jouées avec la bouche en Mélanésie mais jouées avec le nez en Polynésie (les deux coexistant en Micronésie). Les instruments à corde se limitent aux cithares et aux arcs musicaux. 
Les chants océaniens peuvent être classés selon leur utilisation. La première est rituelle : cérémonies marquant la naissance, la mort, la puberté ou le mariage. La seconde est religieuse, à laquelle peut également être rattachée ce qui relève du magique. La troisième utilisation est profane, ce sont les chants accompagnant la danse et ceux évoquant la vie quotidienne (travail, amour, jeux, etc). 
La polyphonie est largement développée dans la musique polynésienne ainsi qu'aux îles Salomon, mais absente dans les musiques maorie et papoue,. Cette tradition est forte ancienne et l'arrivée des missionnaires européens l'a transformée et adaptée à la pratique chrétienne. 
À cette origine primitive s'est greffée depuis le XIXe siècle une forte influence chrétienne protestante, formant un vaste répertoire d'hymnes religieux. L'influence de musiques européennes telles que la valse et la polka se fait également sentir. Ces apports sont associés à l'importation d'instruments en premier lieu l'accordéon et l'harmonica.
Il existe aussi des courants plus modernes rattachés à des genres diffusés mondialement comme la musique classique ou le rock, notamment en Australie et Nouvelle-Zélande.

## Océanie proche

### Mélanésie
La musique et la danse mélanésiennes sont interprétées par des membres éminents de leur société, à l'occasion d'acquisitions majeures ou lors de cérémonies religieuses. Il existe deux principaux types de danse : l'usurpation d'identité et la danse de masse. Dans la première, l'interprète joue le rôle d'un ancêtre ou d'un personnage mythologique. Il porte une tenue volumineuse ou des tambours, ce qui encombre les bras et limite les mouvements aux jambes et au torse. La seconde est plus simple et ne nécessite pas d'équipement spécial. Elle a lieu après une chasse réussie, une victoire au combat, lors de funérailles ou pour invoquer la fertilité. Les paroles sont rares dans les chants des danses de masse ; elles n'exercent jamais de fonction narrative. Dans certaines chansons, les paroles sont chantées dans des langues étrangères ou dans des versions extrêmement archaïques de la langue locale, si bien que les interprètes n'en connaissent pas le sens.
Le mouvement de la mélodie se produit généralement soit en triolets de notes séparées par des tierces (do-mi-sol ) soit dans la gamme pentatonique.

### Nouvelle-Guinée
La musique papoue de Nouvelle-Guinée est peu étudiée, à quelques exceptions notables comme celles des tribus Kâte, Watut ou Kaluli. 
La musique Kaluli, malgré son hétérogénéité, est soumise à la règle du non-unisson, y compris pour la musique d'église.
La musique Kâte est construite soit en triades (élément pré-européen) soit en gamme pentatonique (sous influence européenne). Le chant est monophonique, la technique de composition est isorythmique, le tempo varie.

### Îles Salomon
La musique des îles Salomon se distingue par l'utilisation de flûtes de pan complexes, combinant généralement deux types de tubes : d'un côté il y a une rangée de 3 à 9 tubes fermés d'un côté, de l'autre il y a des tubes ouverts qui sonnent une octave plus haut. Le jeu orchestral, c'est-à-dire non accompagné de chants, et les chants d'accompagnement sont pratiqués. Le chant en polyphonie complexe est apparemment une imitation du jeu de flûte.

Musiques et danses mélanésiennes
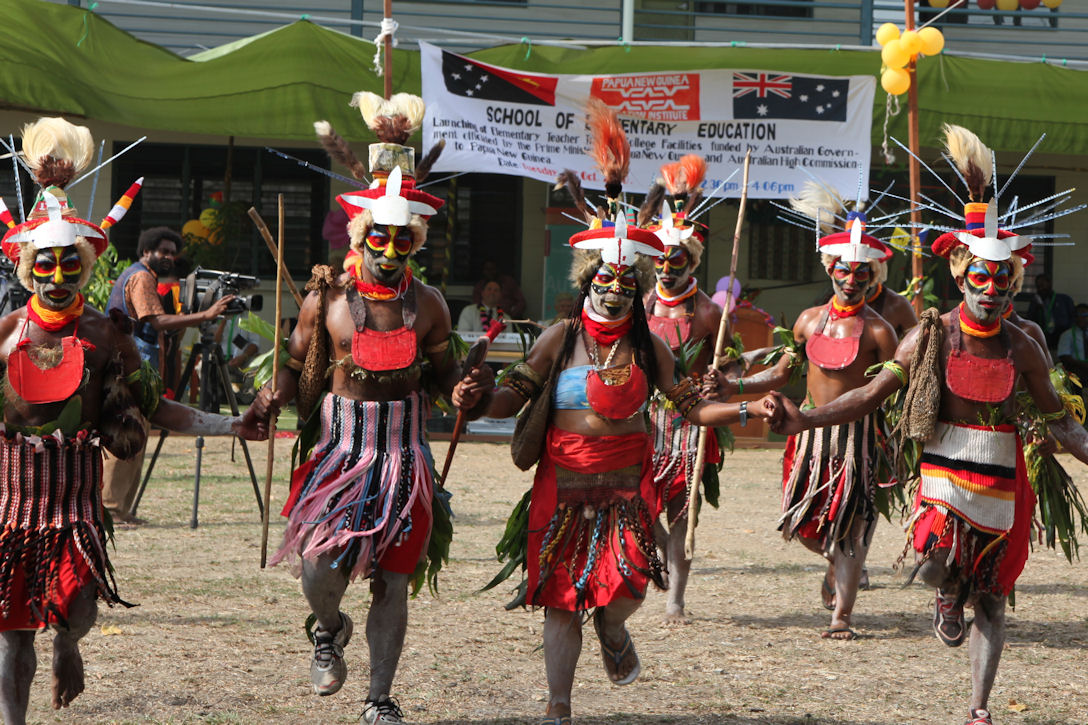
Danse traditionnelle papoue, Nouvelle-Guinée.
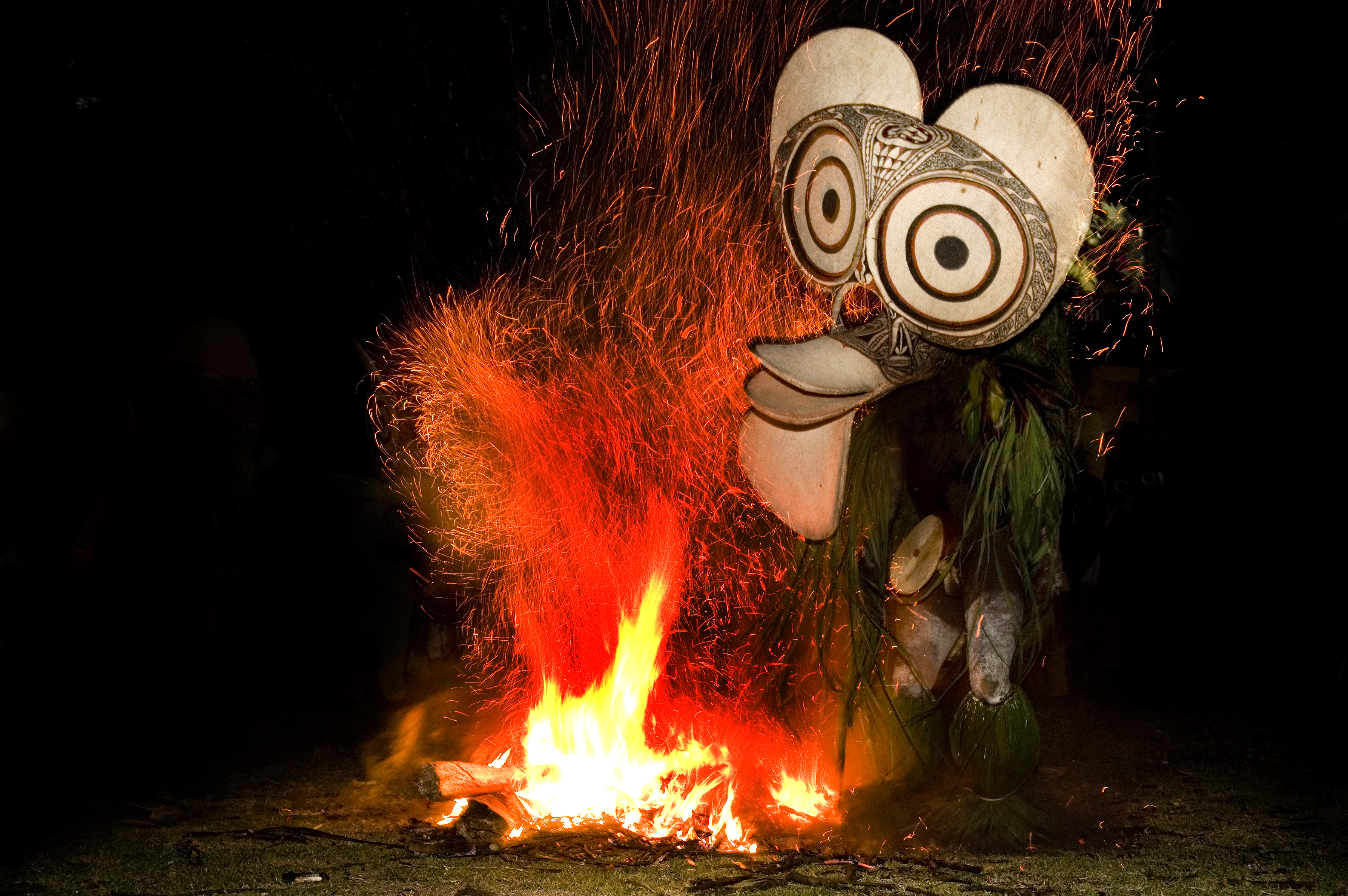
Danseur de feu baining, Nouvelle-Guinée.
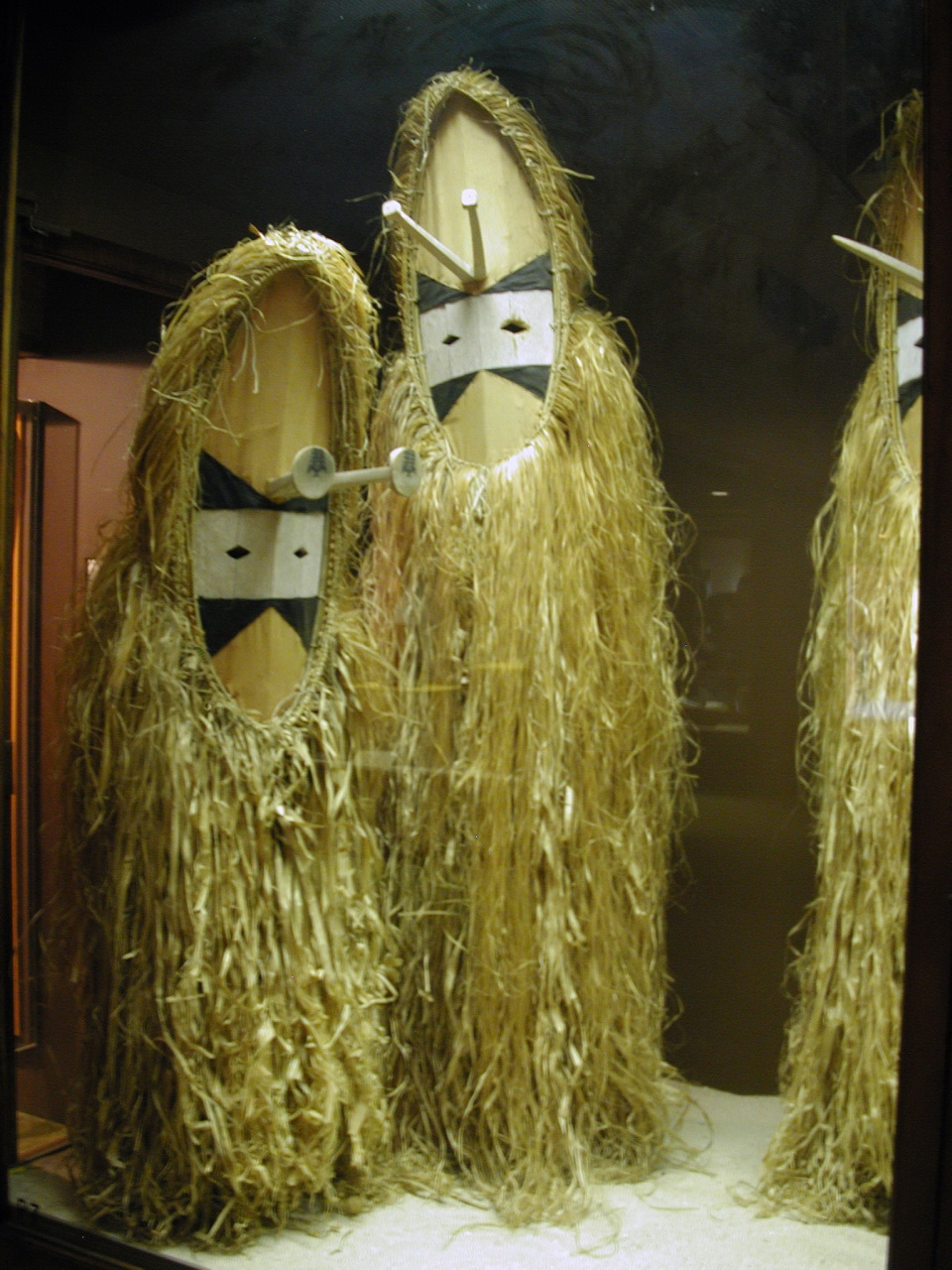
Costumes de danse du Vanuatu.

## Océanie lointaine

### Polynésie
La musique et la danse polynésiennes se rattachent à la poésie, interprétée en récitatifs. Le but de l'exécution d'œuvres poétiques est de célébrer des invités ou des parents de haut rang.
La musique et la danse reflètent la structure socio-économique des sociétés polynésiennes et une longue période de formation est nécessaire avant toute performance officielle. Les mouvements s'effectuent principalement avec les mains. Bien que la musique soit généralement accompagnée de paroles, les interprètes ne les prononcent pas de façon intelligible, comme cela peut se faire en Mélanésie.

### Tonga
Les danses tongiennes sont des danses polynésiennes typiques exécutées avec des chants comportant des éléments mythologiques, généalogiques, géographiques et historiques dans les paroles. Un trait caractéristique de la danse tongienne est la rotation de la main située en dessous, la flexion du poignet, des hochements de tête rapides sur le côté ; le torse restant immobile et les jambes étant occupées presque exclusivement à se déplacer latéralement.
L'une des danses pré-européennes existant encore de nos jours est le me'etu'upaki, une danse masculine de groupe avec des rames, accompagnée par la musique d'un tambour à fente. Une autre danse populaire aux Tonga, le lakalaka, est dérivée de la danse de groupe traditionnelle du me'elaufola .

### Hawaii
La musique hawaïenne actuelle est celle qui s'est le plus acculturée, principalement à cause du statut politique de son territoire (État américain). Elle est aujourd'hui une sorte de syncrétisme entre des éléments traditionnels autochtones et une forte influence des musiques folk et pop américaines. L'ukulélé par exemple, est une évolution locale d'une guitare d'importation européenne. En retour, la musique hawaïenne moderne influence fortement la musique occidentale.

Musiques et danses polynésiennes
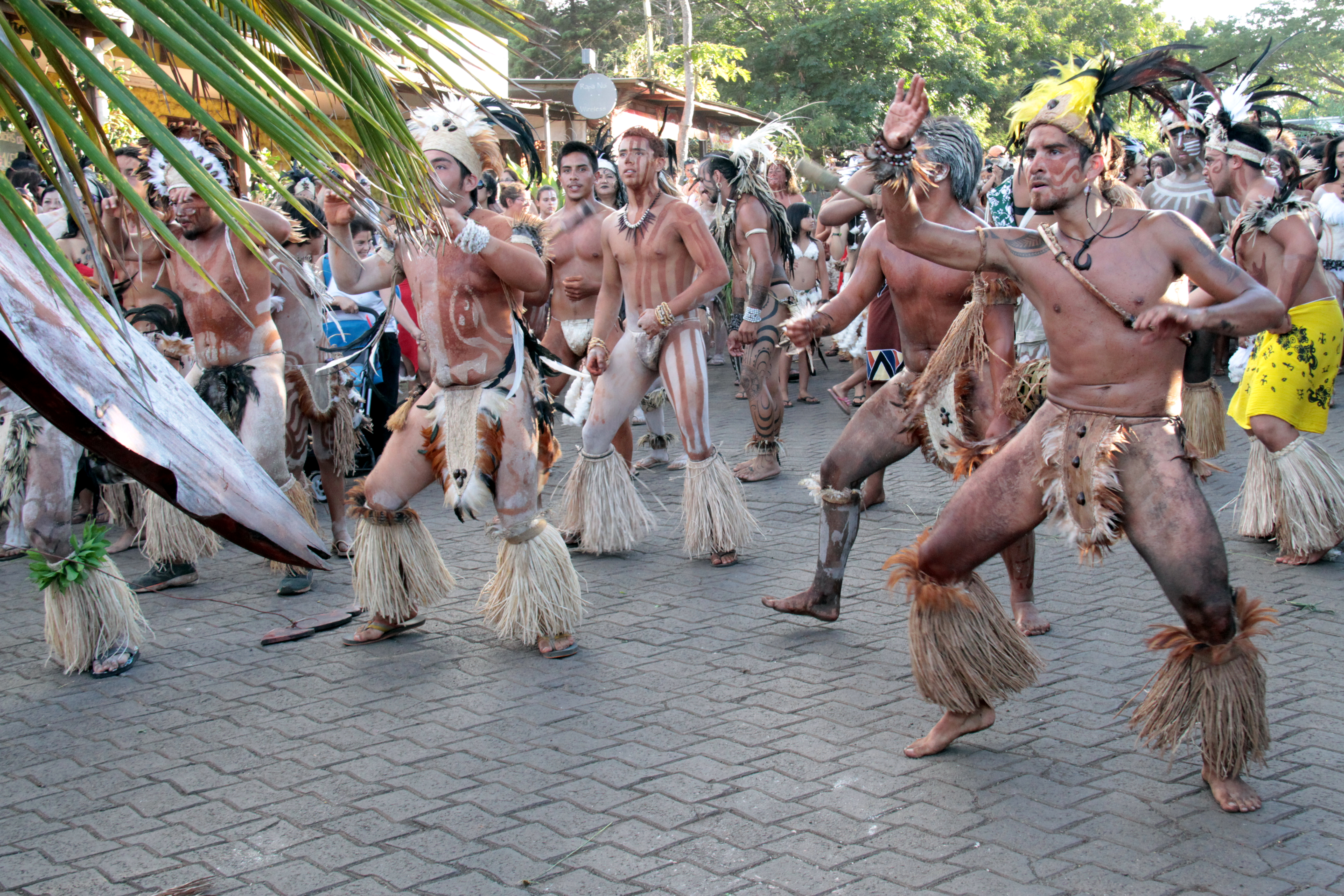
Danse traditionnelle, île de Pâques.
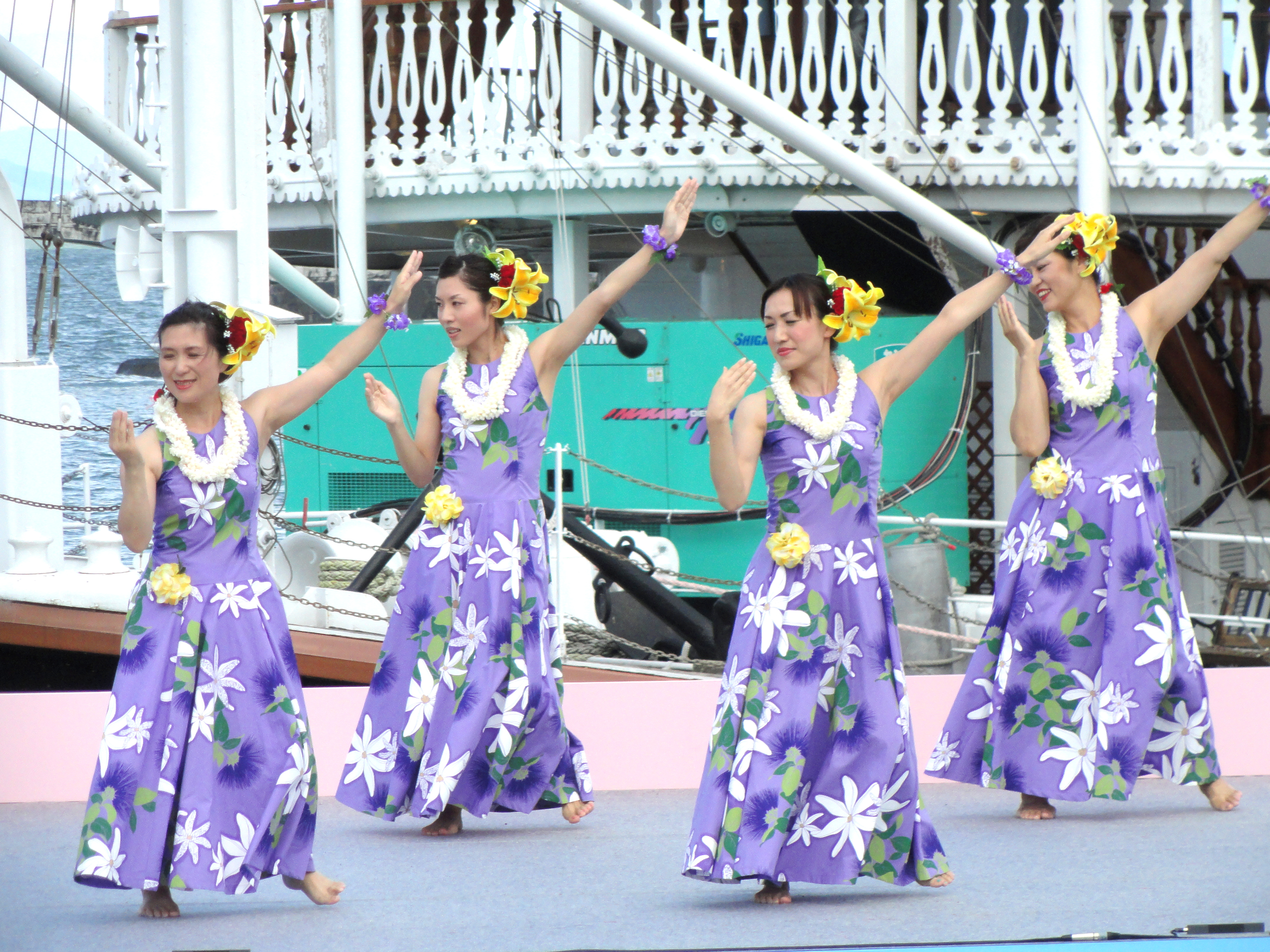
Danseuses de hula, Japon.
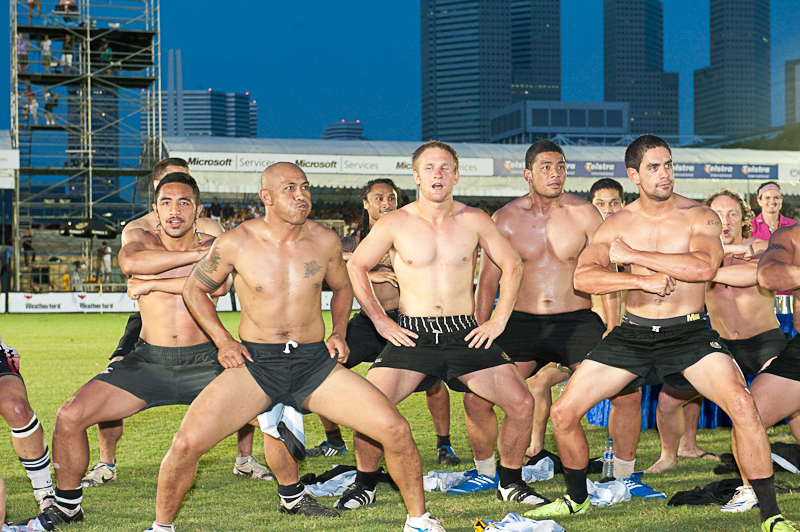
Rugbymen réalisant un haka, Nouvelle-Zélande.

### Micronésie
La Micronésie est la région d'Océanie la moins étudiée par les musicologues. Le type de performance musicale le plus courant est le chant de groupe avec un simple accompagnement de percussions. Les danses et la musique micronésiennes sont très proches des polynésiennes. La seule exception dont l'influence est plus mélanésienne (et éventuellement indonésienne) est la musique des îles Truk.
La danse s'effectue en position assise ou debout et accompagne presque toutes les œuvres musicales. Les mouvements de danse sont principalement exécutés avec les mains. Dans le chant, le bourdon et la monodie polyphonique sont courants. La tradition du tatouage est inextricablement liée à celles de la danse et du chant. La disparition de l'une accompagne la disparition des autres traditions.